# میتلهاف
میتلهاف (به آلمانی: Mittelhof) یک شهر در آلمان است که در راینلاند-فالتس واقع شده‌است.

## خصوصیات
میتلهاف ۱٬۱۴۶ نفر جمعیت دارد.